# Concubinage de Munich
 (mars 2025).
Si vous disposez d'ouvrages ou d'articles de référence ou si vous connaissez des sites web de qualité traitant du thème abordé ici, merci de compléter l'article en donnant les références utiles à sa vérifiabilité et en les liant à la section « Notes et références ».
Le Concubinage de Múnich (en espagnol : Contubernio de Múnich) est un terme péjoratif, employé par le quotidien phalangiste Arriba, et le régime franquiste, pour ridiculiser le IVe Congrès du Mouvement européen, organisé dans la capitale bavaroise entre le 5 et le 8 juin 1962. Cette réunion intervient dans un climat social et diplomatique très tendu (grèves minières dans les Asturies, rejet des États membres d'intégrer l'Espagne à la Communauté économique européenne).

## Historique
Cet évènement rassembla 118 personnalités espagnoles de toutes tendances politiques confondues, opposées au régime franquiste, que ce soit de l'intérieur aussi bien que de l'exil, excepté le Parti communiste d'Espagne : royalistes libéraux, républicains, chrétiens-démocrate, socialistes, social-démocrate, nationalistes basques et catalans, réunis sous la présidence de Salvador de Madariaga qui déclara à la fin de la réunion : 
« Ainsi se termine la Guerre Civil. »
Les 118 délégués espagnols ont approuvé à l'unanimité la résolution suivante :
« Le Congrès du Mouvement européen (…) estime que l'intégration, sous forme d'adhésion ou d'association de n'importe quel pays à l'Europe, nécessite la mise en place d'institutions démocratiques par chacune d'elles, ce qui signifie dans le cas de l'Espagne : l'adoption de la Convention européenne des droits de l'homme et de la Charte sociale européenne, c'est-à-dire :
1. La mise en place d'institutions authentiquement représentatives et démocratiques garantissant que le gouvernement repose sur le consentement des gouvernés.
2. La garantie effective de tous les Droits de la personne humaine, en particulier ceux de liberté individuelle et  d'expression, avec suppression du censure gouvernementale.
3. La reconnaissance de la personnalité des différentes communautés naturelles.
4. L'exercice des libertés syndicales…
5. La possibilité d'organiser des flux d'opinion et des partis politiques…

Les délégués espagnols présents au Congrès expriment leur ferme conviction que la grande majorité des Espagnols souhaitent que cette évolution se déroule dans le respect des règles de prudence politique, à la cadence la plus rapide que permettent les circonstances, Sincérité de la part de tous et volonté de renoncer à toute violence active ou passive avant, pendant et après le processus évolutif. »

Au cours du congrès, Rodolfo Llopis demanda à Joaquín Satrústegui de transmettre au comte de Barcelone, le message suivant :
« Le PSOE a un engagement envers la République qui se maintiendra jusqu'à la fin. Cependant, si la Couronne parvient à instaurer pacifiquement une véritable démocratie, à partir de là, le PSOE soutiendra loyalement la monarchie. »
 La rencontre des opposants espagnols eu une grande répercussion médiatique, car elle a provoqué une répression politique la plus retentissante contre l’opposition interne au régime franquiste depuis 1939. Franco, irrité par l'activisme soudain de groupes qui n'avaient jusqu'alors exercé qu'une opposition timide au régime à l'intérieur ou à l'extérieur des frontières espagnoles, emprisonne, déporte et exil les participants à la réunion lors de leur retour en Espagne. Ainsi, le 8 juin est publié le décret-loi 17/1962 qui suspendait pour deux ans le droit de séjour libre, garanti par la législation franquiste par l'article 14 des Fuero du Travail.

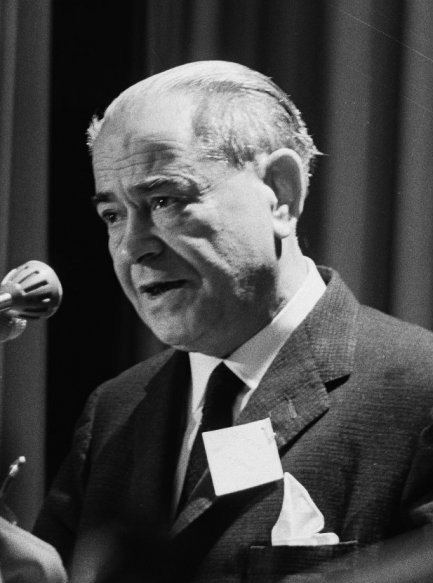
Rodolfo Llopis en 1963.
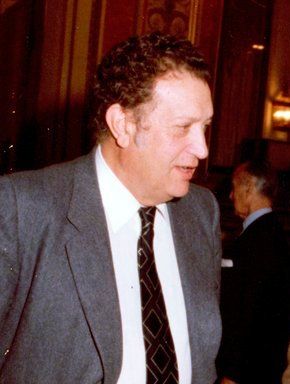
Fernando Álvarez de Miranda en 1982.
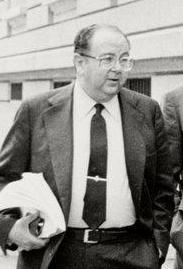
Íñigo Cavero, en 1982.
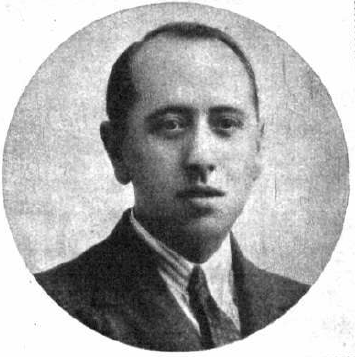
José María Gil-Robles en 1933.
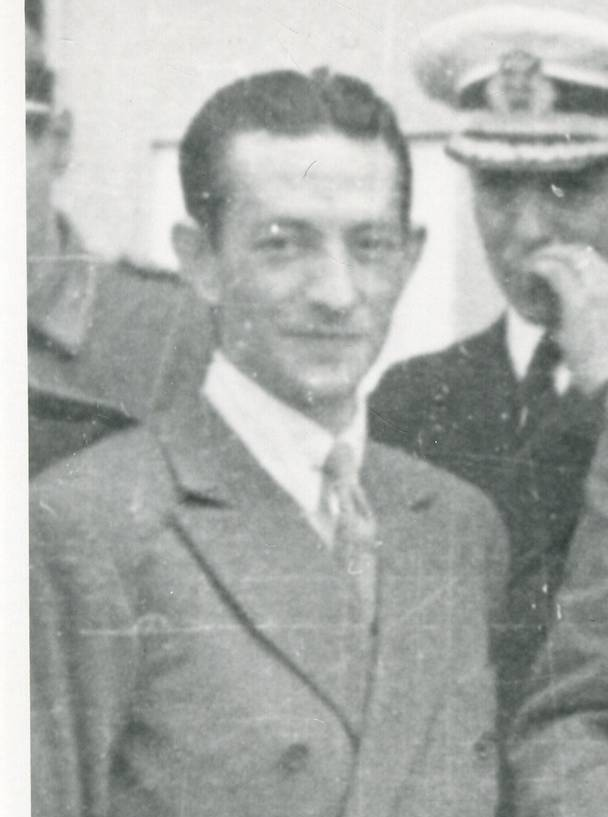
Dionisio Ridruejo, au début des années 40
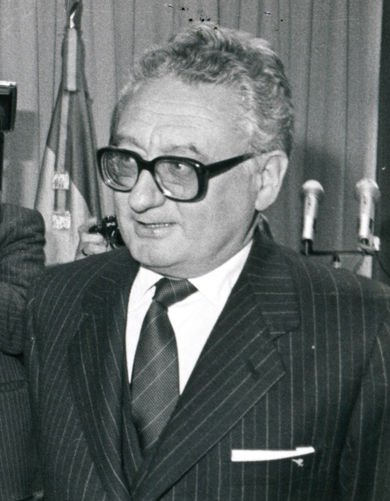
José Federico de Carvajal, en 1982.
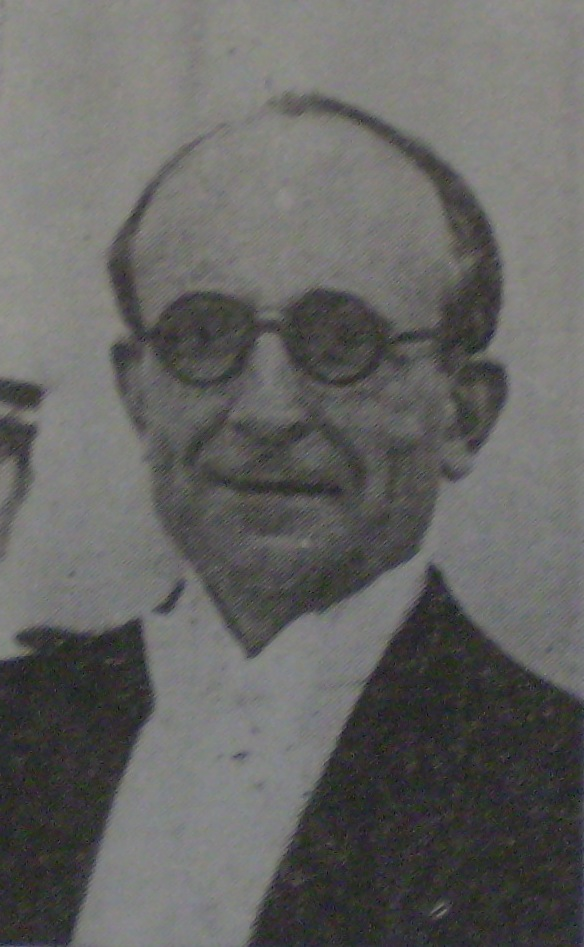
Salvador de Madariaga en 1966.

Fernando Álvarez de Miranda, Jaime Miralles, Jesús Vases de Lis, Joaquín Satrústegui, Íñigo Cavero, José Luis Ruiz-Navarro, Alfonso Prieto Prieto, Félix Pons Marqués et Joan Casals Thomas sont confinés sur différentes îles des Canaries, notamment à Fuerteventura. José María Gil-Robles, Dionisio Ridruejo, Carmelo Cembrero, Jesús Prés Arrarte, José Federico de Carvajal, José Vidal-Beneyto, Fernando Baeza Martos ont été envoyés en exil. Jorgina Satrústegui, et Enrique Tierno Galván, s'unissent avec Enrique Ruiz-García, Vicente de Piniés Blond, Jaime García de Vinuesa et Luis María Anson pour organiser la collecte de fonds au profit des familles victimes des représailles.
L'offensive en Espagne organisée par la presse franquiste contre le « concubinage » de Munich fut un scandale national pour les falangistes. Ce qui leur permit de manœuvrer pour attaquer les juancarlistes. Pour faire face à cette pression, le président du conseil privé du comte de Barcelone, José María Pemán, accompagné du secrétaire Valdecasas, est allé lui rendre visite alors qu'il naviguait sur son voilier et lui fait signer la note suivante : 
« Le comte de Barcelone ne savait rien des réunions à Munich jusqu'à ce que, après les événements, il ait entendu les premières nouvelles en haute mer. Bien entendu, personne n’a apporté à de telles réunions une représentation de sa personne ou de ses idées. Si l'un des assistants faisait partie de son conseil, il est resté en dehors de cette réunion. »
Ce texte provoque la démission de José María Gil-Robles, unique membre du conseil privé présent à Munich.
La réaction du régime à l’encontre des participants à la réunion de Munich a suscité de vives critiques à l’étranger, en particulier dans la Communauté économique européenne à laquelle l’Espagne avait fait une demande d'association quelques mois auparavant, demande qui est pratiquement restée lettre morte après le « concubinage ». Franco admettra plus tard que sa réaction devant le Congrès de Munich avait été une grave erreur. Quelques semaines après, le 10 juillet 1962, devant l'ampleur de la crise gouvernementale, il destitue le ministre de l'Information Gabriel Arias-Salgado, qui occupait cette charge depuis 1951 et que Franco rendait responsable de l’hystérie de la Presse sur Munich.
Gabriel Arias-Salgado a été remplacé par Manuel Fraga qui, quatre ans plus tard, avec sa loi sur la presse, ouvrait la critique du régime et une certaine libéralisation. Le général Agustín Muñoz Grandes, défenseur maximum d'une régence, qui était la formule pour dire « non » à la restauration bourbonienne, devient vice-président du gouvernement. En 1963, le régime créa le Tribunal d'Ordre public (TOP) chargé de juger les crimes politiques. C'est cet outil de répression qui exécuta le militant communiste Julián Grimau.

Quelques mois plus tard, lors d'un discours depuis le balcons de l’hôtel de ville de Palencia, le général Franco commenta :
« Nous n'avons pas bâtie ce régime par le suffrage universel, mais par la force de nos baïonnettes. »